# Податкова система Франції
Податкова система Франції — сукупність загальнодержавних та місцевих податків та зборів Франції, що стягуються в установленому порядку.

## Розвиток податкової системи
Згідно з рішенням Генеральних штатів у 1314 р. було вперше задекларовано принцип, згідно з яким нові податки запроваджуються не королівським наказом, а парламентським законом. З 1341 р. вводиться податок на сіль в формі соляної регалії (пізніше відкупу), а з 1439 р. — податок на землі та будівлі (талья). Кардинал Ришельє чітко сформулював головну стратегію фіскальної політики: «Не слід переобтяжувати підданих податками, але не слід і брати з них менше, ніж потрібно для потреб держави».
У 1648—1652 рр. у Франції розгорілася громадянська війна, котра ввійшла в історію під назвою «Фронда». Безпосередньою причиною Фронди стали непопулярні фіскальні заходи уряду, зокрема запровадження обтяжливого податку на будинки, що викликало незадоволення всіх верств населення. Придушення Фронди знаменувало перемогу королівського абсолютизму над опозиційним йому парламентом, відкривши шлях до необмеженого свавілля в сфері оподаткування.
У Франції епохи абсолютизму набула широкого розповсюдження особливо шкідлива відкупна система податків — передача на договірній основі збирання податків приватним особам, які в порядку передоплати вносили державі обумовлену суму доходу в обмін на право збирати платежі з платників податків. Оскільки умови податкових відкупів не підлягали законодавчій регламентації, відкрилися великі можливості для казнокрадства і корупції. За оцінками сучасників, у XVIII ст. державі надходила лише половина фактично зібраних податків, решта залишалась відкупникам.
Жана-Батист Кольбер (1619—1683) на посаді міністра фінансів дещо полегшив тягар податків для бідних і жорстоко розправився з казнокрадами. Через сто років Анн Робер Жака Тюрго Тюрго (1727—1781) звернув увагу на проблему соціальної несправедливості в оподаткуванні. Він попереджав, що станові привілеї в формі податкового імунітету для дворян і духовенства є руйнівними для державних фінансів і, крім того, справляють деморалізуючий вплив на суспільство. Він відмовився від практики підношень генеральному контролеру (міністру) фінансів хабаря в 100 тис. ліврів при щорічному укладенні відкупного контракту.
Велика французька революція значно вплинула на розвиток податкової системи Франції. У статті 14 «Декларації прав людини і громадянина» (1789 р.) проголошувалось: « Всі громадяни мають право встановлювати самі або через своїх представників необхідність державного обкладення, добровільно погоджуватися на його стягування, стежити за його витрачанням і визначати його пайовий розмір, підставу, порядок і тривалість стягування». Велика французька революція також принесла з собою скасування податкових імунітетів і церковної десятини, проголошення податків почесним обов'язком, введення податкового цензу громадянських прав.
Протягом 1807—1850 рр. у Франції складався податковий кадастр усіх земель, що охопив усі наділи в межах держави. У XIX ст. у Франції було вперше в Європі введено акцизи на окремі види товарів, а також запроваджено податок на цінні папери. Наступне століття було також відзначене новаціями у податковій системі: були запроваджені податки на прибуток, на оборот, а 1954 р. вперше в історії був прийнятий принцип податку на додану вартість.

## Особливості податкової системи Франції
Від інших країн Західної Європи національна податкова система Франції вирізняється лише деякими, але помітними особливостями. По-перше, для Франції властиві високі соціальні податки — платежі та внески у фонди соціального призначення (понад 40 % загальної суми обов'язкових платежів і податків у порівнянні з близько 30 % в середньому по країнах Європейського Союзу). По-друге, структура французької податкової системи історично склалася таким чином, що фіскальне значення непрямого оподаткування (податків на споживання) у загальній сумі державних доходів перевищують долю прямих. Не випадково саме Франція — батьківщина податку на додану вартість. По-третє, в основі бюджетного процесу знаходиться принцип пріоритету ресурсів. На відміну від багатьох інших країн, це означає затвердження парламентом спочатку доходної частини бюджету, а потім видаткової. По-четверте, всупереч давній традиції централізованого управління з початку 80-х років уряд проводить політику децентралізації, що полягає в розширенні прав місцевих органів самоврядування і супроводжується відповідним перерозподілом податкових надходжень. По-п'яте, відповідно до вимог уніфікації податкових систем в рамках Європейського Союзу протягом останнього десятиліття спостерігається зниження ставок оподаткування з одночасним розширенням податкової бази за рахунок скасування пільг.
Усі закони Французької Республіки, які стосуються введення нових або знищення старих податків, сфери їх застосування, щорічно затверджуються парламентом при прийнятті державного бюджету. Крім законів, діють різні декрети й розпорядження, які приймаються з метою доповнення, деталізації та пояснень до чинних законів.
Загалом податки та збори у Франції становлять близько 90 % дохідної частини бюджету. При досить централізованій системі законодавства у сфері оподаткування місцевим органам самоврядування належить відносна автономія. Вони мають можливість самостійно встановлювати місцеві податки, їх ставки та порядок стягнення. При цьому слід зазначити, що у Франції діє досить чітка система розподілу податків за надходженням до центрального та місцевих бюджетів. Але останнім часом з'явилась тенденція децентралізації податкової політики. Це пов'язано з розширенням прав місцевих органів влади у питаннях благоустрою, екології, містобудування, професійної підготовки фахівців тощо, що потребує додаткових надходжень до місцевих бюджетів.

## Організація фіскального контролю
Податкова служба Франції знаходиться в складі Міністерства економіки, фінансів і бюджету, очолюваного міністром-делегатом у справах бюджету. Адміністрування податків здійснюють Головне податкове управління та Головне управління мита та інших надходжень. Структурно Головне податкове управляння складається з п'яти відділів:
1) відділ підготовки законодавства (функції: розробка проектів законів та інших нормативних актів в сфері оподаткування);
2) відділ загального управління податками (функції: забезпечення акумуляції податкових надходжень у державному бюджеті);
3) відділ розгляду спорів (функції: розгляд скарг і підготовка матеріалів для кримінального переслідування за податкові правопорушення);
4) відділ у справах земель і державного майна (функції: кадастрова оцінка земель, управління рухомим і нерухомим державним майном);
5) відділ кадрів (функції: кадрове забезпечення податкової служби).
Головне управління мита та інших надходжень організує роботу митних пунктів на кордонах Франції та всередині країни. Воно забезпечує нагляд за додержанням державної заборони на продажу зброї, наркотиків і т. ін., а також здійснює санітарний контроль зовнішньої торгівлі.
Головне управління обліку визначає обсяг державних доходів на основі даних про податкові надходження, що надходять від управлінь податків і мита, інших державних відомств.
Чисельність податкової служби становить близько 80 тис. працівників, зайнятих у 830 податкових і 16 інформаційних центрах. Відомо, що персонал податкових органів підбирають шляхом ретельного відсіву. Співробітники податкових центрів розраховують податкову базу по кожному податку, збирають податкові платежі, контролюють правильність сплати податків. Справляння податків регламентується податковим кодексом, який вважають взірцевим для інших країн. Щороку кодекс уточнюють при затвердженні закону про бюджет і видають коментарі до кодексу.
Про податковий контроль у Франції дають уявлення деякі деталі системи покарань і організації податкових перевірок. Так, за несвоєчасне подання декларації податок стягується в повній сумі з одночасним накладанням штрафу в розмірі 0,75 % на місяць (9 % на рік). Якщо дохід прихований навмисне з метою ухилення, то штраф становить від 40 до 80 % від суми нарахованого податку. В разі регулярного применшення доходів податки стягують у безспірному порядку з рахунків платника. При серйозних порушеннях податкового законодавства (фальсифікація документів тощо) передбачається кримінальна відповідальність, аж до тюремного ув'язнення.
У Франції звинувачення в ухиленні від сплати податків юридичної особи пред'являють лише керівникові підприємства, а в разі переплати податків відповідна різниця повертається негайно з відсотками. Списання боргів (податкова амністія) проводиться під час президентських виборів (один раз у п'ять років).
Для Франції властиві загальноприйняті у світовій фіскальній практиці санкції кримінального й адміністративного характеру за податкові правопорушення. Окремої уваги заслуговує оригінальний виправно-виховний захід: суд після розгляду справи про ухилення від сплати податків шляхом обману дає дозвіл на повторювану протягом трьох місяців публікацію вироку в засобах масової інформації, а також повідомляє про винесений вирок по місцю роботи або проживання засудженого.
В процесі збору й обробки податкової інформації інтенсивно застосовуються комп'ютеризовані технології. Податкова служба має спеціальний підрозділ, що займається питаннями спрощення документообігу та автоматизації розрахунків. Декларації обробляються в спеціальних обчислювальних центрах, кожний з яких обслуговує кілька десятків податкових центрів, а також забезпечує обмін податковою інформацією та послугами. Наприклад, у разі потреби певний обчислювальний центр може взяти на себе обробку декларацій іншого центру, перевантаженого роботою в даний час.
Податковий процес здійснюється за єдиною державною системою бухгалтерського обліку, обов'язковою для всіх категорій платників податків. При цьому допускається спрощений бухгалтерський облік для дрібних фірм. На всіх підприємствах, що розташовані на території Франції, в тому числі іноземних, незалежно від виду їхньої діяльності (промисловість, будівництво, сільське господарство, торгівля тощо) для обліку витрат на виробництво продукції, виконання робіт і послуг, визначення фінансових результатів використовується єдиний план рахунків. Це забезпечує узагальнення фінансових показників по всій країні, що важливо для складання прогнозів розвитку економіки, формування проектів державного бюджету, ведення національної статистики; полегшує проведення аналізу фінансово-господарської діяльності підприємств, а також здійснення податкового контролю; вносить впевненість у дії підприємців; створює умови для належної автоматизованої обробки інформації.
Робота з перегляду та вдосконаленню плану рахунків покладена на національну Раду бухгалтерського обліку — суспільний міжвідомчий орган, до складу якого входять представники приватного бізнесу, державних інститутів, вищих навчальних закладів, професійних спілок. Раду очолює відповідальний працівник Міністерства економіки і фінансів Франції, кому підпорядкований робочий апарат, що складається з висококваліфікованих фахівців в галузі бухгалтерського обліку.
Основна функція Ради полягає у удосконаленні бухгалтерського й аналітичного обліку на підприємствах, приведення його у відповідність з вимогами економічного розвитку країни та фіскальними інтересами держави. Важливо, що дискусії по методології обліку можуть вестися до ухвалення рішення, після його прийняття воно стає нормою, обов'язковою для всіх підприємств і комерційних організацій. Робота Ради ведеться на основі короткострокових планів, інформаційною базою для яких служать матеріали парламентських дебатів по проекту бюджету. Поряд з установленням правил обліку витрат і фінансових результатів Рада приділяє велику увагу спрощенню обліку, а також питанням уніфікації оподаткування та обліку відповідно вимогам ЄС. Кінцевим результатом роботи Ради служить періодичний випуск нової редакції плану рахунків.

## Податкові доходи центрального бюджету
У 2011 році питома вага податків у ВВП Франції дорівнювала 45,8 %, що приблизно на 5 процентних пунктів вище від середньої норми оподаткування країнах Європейського Союзу. Дольова частка окремих податків у ВВП становила: прибутковий податок — 8,1 %; податок на прибуток підприємств (компаній, корпорацій) — 2,9 %; внески на соціальне страхування — 14,6 %; податки на споживання (товари і послуги) — 12,3 %; інші податки — 7,9 %. Структуру бюджетних доходів від податкових надходжень, обов'язкових платежів і внесків відображають такі дані (в %): прибутковий податок — 12,2; податок на прибуток корпорацій — 5,2; внески у фонди соціального призначення — 43,3; податок на заробітну плату — 1,8; податок на майно — 4,8; податки на товари і послуги — 29,4; інші податки — 3,3 %.

### Податок на додану вартість
Найважливіша дохідна стаття державного (центрального) бюджету Франції — податок на додану вартість(TVA, taxe sur la valeur ajoutée), запроваджений у 1954 р. на операції виробничого та комерційного характеру. Тридцять років тому в одній із перших публікацій в Україні на тему податку на додану вартість (ПДВ) було відзначено, що цей податок — найновіша, найдосконаліша і, можливо, остаточна форма еволюції універсальних акцизів, за якою майбутнє.
За станом на початок 2001 р. французький ПДВ стягувався за наступними ставками: стандартною (19,6 %) і пониженими (2,2 % і 5,5 %). Оподаткування за пониженою ставкою передбачене для сільськогосподарської продукції та продовольства, медикаментів і медичного обладнання, книг, вантажних і пасажирських перевезень, культурних і культурно-видовищних заходів, туристичних і готельних послуг, а також для обідів працівників підприємств протягом робочого дня. Підвищена ставка — 22 % — встановлюється здебільшого на алкоголь, автомобілі, тютюнові вироби, предмети розкоші.
Установлено п'ять видів пільг, які звільняють від сплати ПДВ:
- Малі підприємства — у тих випадках, якщо їх оборот за фінансовий рік не перевищує 70 тис. євро.
- Всі операції, пов'язані з експортом. Суб'єкти підприємництва, які здійснюють експортні угоди, користуються правом на відшкодування сплаченого ними ПДВ за цінності, куплені у постачальників та використані при виробництві експортної продукції або робіт і послуг.
- Банківська і фінансова діяльність.
- Послуги приватних лікарів і викладачів.
- Сільське господарство і рибальство.
- Державні установи, що здійснюють адміністративні, соціальні, культурні і спортивні функції.
ПДВ сплачується один раз у місяць згідно з поданою декларацією. Крім податку на додану вартість, оподаткування споживання, зазвичай, здійснюється за допомогою акцизів на нафтопродукти; електроенергію; спиртні напої та пиво; мінеральну воду; тютюнові вироби; цукор і кондитерські вироби; деякі продовольчі товари, вироблені з олійних і зернових культур; сірники; дорогоцінні метали та ювелірні вироби; витвори мистецтва й антикваріат; страхові та біржові операції; гральний бізнес; видовищні заходи; телевізійну рекламу.

### Податок на прибутки
Серед прямих податків у французькій податковій системі домінує прибуткове оподаткування фізичних і юридичних осіб (корпорацій).
Прибутковий податок із фізичних осіб забезпечує близько 1/5 доходів державного бюджету. Податок поширюється на сукупність доходів, одержану фізичною особою протягом року з джерел як у самій Франції, так і за кордоном, а саме: заробітну плату, пенсію, ренту, доходи від усіх видів комерційної й некомерційної діяльності, винагороди. Платником даного податку вважають так звану фіскальну одиницю — сім'ю в складі подружжя та осіб, які знаходяться на утриманні. Для самітних фіскальною одиницею є відповідно сама людина.
Прибутковий податок справляється із осіб, дохід яких перевищує неоподатковуваний мінімум (25610 євро на рік), за шестирозрядною прогресивною шкалою. Мінімальна ставка 10,52 %, максимальна — 47 %. Одна з особливостей французького прибуткового оподаткування полягає в системі так званих коефіцієнтів. Самотні платники без дітей мають коефіцієнт 1, подружжя без дітей — 2, подружжя з однією дитиною — 2,5, з двома дітьми — 3 і т. д. Податок розраховується в такому порядку: загальну суму доходу ділять на відповідний коефіцієнт, вираховують податок за ставкою, передбаченою для даної рубрики доходів, а одержану суму множать на той самий коефіцієнт. Наприклад, якщо сім'я має коефіцієнт 3 і дохід 300 тис. євро, то визначають податок на 100 тис., і одержаний оклад податку збільшують у три рази. Для деяких категорій платників (пенсіонерів, інвалідів, а також осіб, які одержують цільову допомогу на харчування) передбачені податкові пільги.

### Податки на операції з нерухомістю, цінними паперами та іншим рухомим майном
Для Франції властиві особливі правила оподаткування доходів, одержаних від операцій із нерухомістю, цінними паперами та іншим рухомим майном. Так, дохід, одержаний у результаті продажі нерухомого майна, вважається оподатковуваним доходом у рік продажі. При цьому нульова ставка діє по відношенню до продажі будинку або квартири фактичного проживання, від першої продажі, а також від продажі нерухомості, що знаходилася у власності не менше 32 років. Диференціація ставок залежить від терміну знаходження будівель у власності продавця і становить від 2 до 7 % від вартості об'єкта. За максимальною ставкою оподатковуються доходи від реалізації нерухомості, проданої в перші 2 роки після її придбання. Вочевидь, що подібний порядок запроваджений із метою перешкоджання спекулятивним операціям із нерухомим майном.
Прибуток одержаний від операцій із цінними паперами, оподатковуються за ставкою 16 % у випадку, якщо величина прибутку перевищує 307600 євро (цей показник був установлений ще в 90-ті роки і цілком можливо вже переглянутий).
Прибуток, одержаний від операцій з іншим рухомим майном, (крім цінних паперів), оподатковується у випадку, коли сума угоди перевищує 20000 євро. Для витворів мистецтва встановлені дві ставки: 4,5 % і 7 % — для предметів мистецтва, для виробів із дорогоцінних металів — 7,5 %.

### Податок на заробітну плату
З своєю суттю характер прибуткового оподаткування мають фіскальні збори, об'єктом яких служить фонд оплати праці (ФОП). До них належать цільові податки соціального характеру: податок на заробітну плату, податок на розвиток професійної освіти (учнівство), цільовий збір на професійну підготовку, збір на будівництво житла.
Податок на заробітну плату стягується на основі річного ФОП певного працівника в грошовій і натуральній формах. Установлена прогресивна шкала оподаткування: при річному обсязі ФОП до 35,9 тис. євро — 4,5 %; від 35901 до 71700 євро — 8,5 %; при перевищенні 71,7 тис. — 13,5 %. Податок на розвиток професійної освіти (учнівство) справляється на базі річного ФОП за ставкою 0,5 % і надбавкою 0,1 %.

### Податок на професійну освіту
Податок на професійну освіту. Основна мета цього податку — знаходження коштів на фінансування професійно-технічної освіти у країні. Він стягується з фонду оплати праці за ставкою 0,5 % річного
фонду оплати праці підприємства загалом плюс 0,1 %. Якщо на підприємстві працює понад 10 осіб, то воно переходить на фінансування довгострокової професійної освіти. У цьому разі ставка підвищується до 1,2 % загального фонду заробітної плати. Якщо підприємство використовує тимчасову робочу силу, ставка підвищується до 2 %. На професійну підготовку молоді стягується додатково ще 0,3 %. Крім того, підприємство, на якому працює понад 10 працівників, обов'язково бере участь у фінансуванні житлового будівництва, для чого відраховується 0,65 % річного фонду оплати праці (при цьому форма участі може бути будь-якою: від прямого інвестування до надання позики).

### Акцизний збір
Акцизний збір є другим за питомою вагою непрямим податком після ПДВ. До підакцизних товарів належать алкогольні напої, тютюнові вироби, сірники, вироби з дорогоцінних металів, цукор, кондитерські вироби тощо. Акцизи є джерелом поповнення не тільки державного бюджету, а й місцевих. Деякі товари, зокрема електроенергія, обкладаються ще й податком на додану вартість.

### Податок на спадщину
Податок на спадщину і дарування запроваджений у 1798 р. як частина соціальних буржуазно-демократичних перетворень у часи Великої французької революції. Суб'єкти податку: резиденти (спадкоємці та реципієнти) в усіх випадках переходу права власності, а також нерезиденти при переході права власності на майно, що знаходиться на території Франції. Ставки для майна, що переходить у власність як у порядку спадщини, так і дарування, єдині. Майно оцінюється за ринковою вартістю.
Не оподатковується майно, що за заповітом переходить на користь держави, органів місцевого самоврядування, добродійних організацій у самій Франції або в інших країнах, де діє система оподаткування спадщини і дарувань, аналогічна французькій. Крім того, з вартості спадщини і дарування підлягають вирахуванню прийняті у Франції та в інших західних країнах так звані довічні сімейні ануїтети за принципом дожиття. Тобто, всю суму виплат одержує той (та) з подружжя, хто переживе другого.
Неоподатковуваний мінімум для подружжя, нащадків по прямій лінії та батьків становить 275 тис. євро (для непрацездатних — 300 тис.), для братів і сестер — 100 тис. Для решти категорій спадкоємців оподатковується спадщина, вартістю вище 10 тис. євро. Ставки податку в діапазоні від 5 до 60 % диференційовані за двома ознаками: в залежності від вартості майна та за трьома степенями споріднення спадкоємців.
Оригінальною рисою оподаткування спадщини у Франції є несподівана для даного виду податку екологічна, природоохоронна спрямованість. Так, на 75 % знижується рівень оподаткування, якщо у спадщину переходять ліси, лісопосадки, а також земельна власність, передана у довгострокову оренду.

### Податок на корпорації
Податком на прибуток (акціонерних) компаній (impót sur les societés), що в різних джерелах може також носити назву податку на корпорації або податку на акціонерні товариства, оподатковуються юридичні особи, «діяльність яких приймає форму експлуатації різного роду ресурсів або має характер операцій, пов'язаних із одержанням прибутку». Під таке формулювання французького закону підпадають числення господарюючі суб'єкти: не тільки приватні акціонерні компанії та асоціації, але й державні підприємства, установи, комунальні організації, котрі користуються фінансовою автономією, виробляють товари і/або надають послуги на підприємницьких засадах.
Податок поширюється на прибутки, одержані від діяльності на території Франції як резидентами, так і нерезидентами. База оподаткування — задекларований прибуток за звітний (минулий) рік, дані про який подаються податковому відомству не пізніше 1 квітня поточного року. До моменту остаточного розрахунку платник щоквартально вносить авансові платежі.
Базова ставка податку — 33,33 % чистого прибутку, для компаній, які реалізують нафту і газ, ставка підвищена до 50 %. За пониженою ставкою 20,9 % оподатковуються сільськогосподарські ферми, прибутки від землекористування та операцій із цінними паперами.
Суму прибутку вираховують як різницю між валовим доходом (виручкою) і затратами, понесеними у зв'язку з одержанням прибутку (заробітна плата, найом і утримання виробничих приміщень, придбання сировини та матеріалів, оплата процентів за кредити та ін.). Цікаво зауважити, що у Франції до затрат, на суму яких скорочуються видатки, не належать так звані представницькі видатки, а також штрафи на керівників підприємства.
Податок з компаній сплачується п'ять разів на рік: чотири рази авансово щоквартально, а п'ятий — як розрахунок кінцевого результату протягом трьох місяців після завершення фінансового року. Щодо податку з компаній передбачено багато пільг. Так, новоствореним компаніям надаються пільги протягом п'яти років (перші два роки податок взагалі не сплачується, на третій рік — лише 25 % ставки, четвертий рік — 50 %, п'ятий рік — 75 % і тільки на шостому році ставка становить 100 %). З метою стимулювання підприємства в інвестуванні передбачається надання податкового кредиту в розмірі 50 % на приріст витрат на науково-дослідні роботи. Але при цьому встановлюється верхня межа витрат. На 25 % ставки діє податкова пільга на приріст витрат компанії на професійну підготовку кадрів.
Амортизаційні відрахування нараховують у Франції як прямолінійним, так і прискореним методом і, звісно, списуються на затрати підприємства. Прискорена амортизація поширюється, зокрема, на комп'ютерне програмне забезпечення (списується 100 % протягом року), а також на обладнання, призначене для поліпшування навколишнього середовища та економії енергії.
Не оподатковується прибуток, направлений у резервні фонди для покриття виробничих витрат або можливих збитків у майбутньому, пов'язаними з зарубіжними інвестиціями, змінами кон'юнктури ринку, кредитними ризиками, списанням безнадійних боргів. Виручка від продажі активів оподатковується як звичайний дохід. Але, направлена в резервний фонд виручка від продажі активів, якими користувалися більше двох років, оподатковується за пониженою ставкою 19 %. Зрозуміло, такий порядок стимулює позбавлення від старого обладнання. Сплата податку на прибуток здійснюється в чотири терміни: до 20 числа лютого, травня, серпня, листопада.
В силу інтенсивних зовнішньоекономічних зв'язків, особливо в межах Європейського Союзу, ретельно регламентовано оподаткування французьких компаній за кордоном й іноземних корпорацій — у Франції. З метою недопущення подвійного оподаткування з іншими країнами укладені податкові конвенції, котрі передбачають право виняткового оподаткування в одній із країн за принципом: або за місцем походження доходу, або за місцезнаходженням одержувача (власника) доходу. Так, прибутки промислового і торгового походження, а також доходи від нерухомості, оподатковуються в тій країні, де на постійній основі розташовані суб'єкти оподаткування або знаходиться їхнє майно.

### Податки на власність
Поширені у Франції податки на власність і майно в деяких джерелах фігурують під іншими назвами: податок на доходи від грошових капіталів, податок на приріст капіталу, податок на доходи від нерухомості, податок на спекулятивні надприбутки при будівництві та продажі нерухомості.
Оподаткуванню підлягають: нерухоме майно (будівлі та споруди, обладнання промислових і сільськогосподарських підприємств), рухоме майно (акції та облігації, кошти на поточних рахунках), права власності. Деякі види майна повністю або частково звільнені від податку (майно, використовуване з метою професійної діяльності, предмети старовини та ін.). Згідно з установленим обмеженням, загальна сума податку на власність і прибуткового податку не повинна перевищувати 85 % доходу платника).

## Місцеві податки і збори
У 80-х роках ХХ ст. у Франції була проведена реформа місцевого самоуправління. Законом «Про права і свободи комун, департаментів, регіонів» від 2 березня 1982 р. було врегулювано розмежування повноважень, розподіл фінансових ресурсів між органами державної та місцевої влади, адміністративну організацію регіонів, форми співробітництва між різними територіальними структурами. У результаті деякої децентралізації управління питома вага місцевих бюджетів досягла 60 % загального обсягу бюджетних коштів держави. При формуванні місцевих бюджетів відповідні органи влади самостійно визначають ставки податків, на які поширені їхня компетенція, але в межах установленого актом Національних зборів (парламентом Франції) максимального рівня.
На початок XXI ст. склалася система з 16 місцевих податків і зборів, а саме: земельний податок на забудовані ділянки; земельний податок на незабудовані ділянки; податок (збір) на прибирання територій; податок на житло; професійний податок; збір на утримання сільськогосподарської палати; збір на утримання торгово-промислової палати; збір на утримання палати ремесел; місцевий збір на освоєння рудників; збір на установку електроосвітлення; збір за використовуване обладнання; податок на продаж будівель; збір з автотранспортних засобів; податок на перевищення допустимого ліміту щільності забудови; податок на перевищення ліміту зайнятості території; збір на озеленення.

### Земельний податок і податок на житло
Земельним податком на забудовані ділянки оподатковується 50 % кадастрової або орендної вартості нерухомості та земельних ділянок, призначених для промислового і комерційного використання. Звільнені від податку: державна власність; будівлі сільськогосподарського призначення; житлові будинки і квартири, що належать фізичним особам, старшим 75 років, а також особам, які одержують допомоги з соціальних фондів або виплати по інвалідності.
Земельний податок на незабудовані ділянки справляється на основі 80 % кадастрової або орендної вартості ділянки під забудову, а також полів, лісів і боліт, які знаходяться в приватній власності. Від даного податку повністю звільнені державні землі, тимчасово — площі з штучними лісонасадженнями (імовірно до моменту комерційної експлуатації лісу) та деякі інші.
Податок на житло сплачують власники і/або орендарі житлових приміщень (будинків і квартир). Малозабезпечені повністю або частково звільняються від даного податку.
Ставки земельного податку і податку на житло визначаються кожним органом місцевого самоуправління зокрема, але не можуть перевищувати більше ніж у 2,5 рази середню ставку попереднього року на регіональному або загальнонаціональному рівні.

### Професійний податок
Професійний податок (taxe professionnelle, що у деяких джерелах перекладають як промисловий податок) накладається на осіб, за роботу яких заробітна плата безпосередньо не виплачується. Найчисленніша категорія платників даного податку — так звані особи вільних професій (письменники, журналісти, художники, артисти та ін., крім медичних сестер і доглядальниць, а також власників автомобілів, зайнятих візникуванням). Ставка податку визначається кожною адміністративно-територіальною одиницею окремо в залежності від двох критеріїв: від оціночної вартості приміщення, котре платник використовує для своєї діяльності, та величини доходу платника. Ставка професійного податку не може перевищувати 3,5 % суми доданої вартості, створеної платником протягом року. Додана вартість визначається як різниця між сумою одержаного доходу і затратами в поточних цінах, пов'язаними з професійною діяльністю. Можливі різні скидки в залежності від стану використовуваних приміщень, степені амортизації обладнання, динаміки цін. Платник податку подає декларацію з відповідною інформацією.

## Боротьба з ухиленням від сплати податків
У Франції при боротьбі з ухиленнями від сплати податків податкові центри володіють інформацією з банківських баз даних: до них надходить інформація про кожен відкритий рахунок, великий переказ грошей, який формально може стати приводом для детальнішої перевірки декларації, заповненої самим платником податків.
Крім того, податкові центри користуються окремими базами даних щодо земельного оподаткування, щодо податків на житло, а також базами даних щодо наявності скакових коней, яхт, літаків. Податкові центри володіють також інформацією про покупки автомобіля, нерухомості і навіть про декларації, що заповнює платник податків при прийомі на роботу. Податкові органи активно співпрацюють і обмінюються інформацією з митницею, поліцією і такими компаніями, як «Франс-Телеком», «Електрисіте де Франс» та «Газ де Франс».
Такий обсяг інформації дає змогу в будь-який момент, не встаючи з робочого місця, перевірити правдивість декларації про доходи, поданої платником податків, який відтепер не може таємно від податкового відомства відкрити банківські рахунки, наприклад, у Парижі, Ліллі та Марселі.
Первинна обробка інформації комп'ютеризована: кожна декларація ретельно перевіряється на комп'ютері. Привернути підвищену увагу інспектора може будь-що: навіть незрозуміле підвищення витрат на догляд за дітьми. Підозріле досьє знову «заганяється» до комп'ютера, що перевіряє його за спеціальною програмою. I на екрані з'являються всі дані, які стосуються фінансового стану платника податків, включаючи поточні доходи, адресу його наймача, сімейне становище за останніх три роки. Якщо цього недостатньо, включається ще одна програма, яка перевіряє останні адреси платника податків. Третя програма повідомляє про його нерухомість, про акти на купівлю-продаж, дарчі тощо, щоб оцінити, наскільки достовірна ціна операції, яку здійснено. Якщо ціна не збігається із заявленими доходами — бути предметному розгляду.
Проте самої інформатики недостатньо. Спеціальний відділ Національної дирекції податкових розслідувань, штаб-квартира якої знаходиться в паризькому передмісті Пантене, щодня опрацьовує пресу: особливою увагою користуються рубрики оголошень про купівлю-продаж, наймання, а також світська хроніка.
Інші відділи — загальною чисельністю до 1300 осіб — займаються збиранням інформації безпосередньо на місцях, використовуючи контакти в поліції, меріях, банках, ресторанах і навіть серед торговців автомобілями. Саме цим відділам вдається іноді вийти на слід, «залишений» тіньовою економікою.
Податкові інспектори охоче користуються і неформальними джерелами інформації, зокрема анонімними листами, показаннями сусідів, інформаторів. Податкова адміністрація офіційно преміює інформаторів, але лише після того, як стягне з неплатника суму, яку він заборгував, разом зі штрафами. А от інспектори працюють лише за зарплату — вони не одержують премії, пропорційної коштам, що заощадили державній скарбниці.
Нововведенням останніх років став не просто обмін інформацією між податковим відомством і поліцією, а й спільні операції. Майже п'ятдесят податкових інспекторів, які мають одночасно посвідчення співробітника поліції і працівника податкових органів, зайняли кабінети у відділеннях кримінальної поліції.
Крім того, податкові інспектори відповідно до законодавства мають право на ознайомлення зі справою, що розглядається у суді. Особливо їх цікавлять досьє, що стосуються фінансових махінацій і зловживань, таємного фінансування політичних партій і функціонування так званих чорних кас. Зрештою, податкове відомство користується послугами приватних детективів, хоча офіційно і заперечує цю практику.
Найчастіше до «контрольних тенет», розставлених податковими інспекторами, потрапляють пересічні платники податків. Досьє звичайного службовця перевіряється приблизно раз на 8 років, нотаріуса — на 28 років, перукаря — на 40 років, лікаря — на 50 років, а селянина — на 134 роки.
Привілейованими особами займається особлива служба — Національна дирекція перевірки податкової ситуації. У її віданні, зокрема, перебувають великі політичні діячі. Своя градація й у підприємств — кожному, як кажуть, свій контролер. Малі фірми (до 5 млн євро обороту) перевіряються відносно швидко — досить і трьох місяців. Великими багатонаціональними компаніями займається Дирекція національної міжнародної перевірки, де працюють близько 250 осіб. Такі підприємства перевіряються ґрунтовно раз на 6-7 років. Причому тривалість перевірки може сягати одного року.
Відповідальність за несплату податків.
Податкові органи не розцінюють як злочин порушення, що не перевищують 5 % прибуткового податку. I все-таки заборгованість потрібно сплатити з відсотками — 0,75 % на місяць.
Щодо ухилення від сплати податків, то воно досить жорстко карається згідно із законодавством Франції. За несвоєчасне подання декларації до податкового відомства накладається штраф у розмірі 10 % податкової суми. У разі якщо термін несвоєчасного подання перевищує місяць, штраф становитиме 40 %, якщо ж декларацію не подано і після повторного нагадування, сума штрафу збільшиться ще вдвічі. Теоретично може загрожувати навіть таке покарання, як позбавлення прав водія терміном до 3 років.
Злісне ухилення від сплати податків тягне за собою тюремне ув'язнення строком від одного до п'яти років і накладення штрафу від 5 до 250 тисяч євро, не враховуючи повернення всієї суми і відсотків за прострочений період.
Щоб змусити неплатника повністю розрахуватися з державою, існують і такі способи, як накладення арешту на банківські рахунки, зарплату і навіть опис майна. Водночас законодавство передбачає для платника податків можливості щодо оскарження рішення податкових органів, включаючи звернення до судових інстанцій.